# 제품 검사

전등 수명 및 밝기 테스트
텔레비전 테스트 연구소
무향실 헤드폰 제품 테스트

제품 검사는 제품의 특성이나 성능을 측정하는 과정이다.
그 이론은 대량생산이 시작된 이래로 제조업체들은 특정 기술 표준 내에서 동일하다고 주장하고 광고하는 브랜드 제품을 생산한다는 것이다.
제품 테스트는 소비자가 어떤 제품이 자신에게 도움이 되는지, 어떤 제품이 가장 가치 있는 제품인지 이해할 수 있도록 돕는 것을 목표로 한다. 제품 테스트는 광고와 같이 본질적으로 서비스를 유통하는 기업의 이익을 대변하고 소비자의 이익을 반드시 대변하지는 않는 마케팅 전략에서 제시된 주장을 확인하여 소비자보호를 강화하기 위한 전략이다. 제품 테스트의 등장은 현대 소비자 운동의 시작이었다.
제품 테스트는 제조업체, 독립 실험실, 정부 기관 등에 의해 수행될 수 있다. 종종 기존의 공식적인 시험 방법이 테스트의 기초로 사용되기도 한다. 다른 경우에는 엔지니어가 특정 목적에 적합한 테스트 방법을 개발한다. 비교 테스트는 여러 유사 제품의 복제 샘플을 동일한 테스트 조건에 노출시킨다.

## 목적
제품 테스트는 다음과 같은 다양한 목적을 가질 수 있다:
- 사양, 규제 또는 계약의 요구 사항이 충족되었는지 확인하거나 검증한다.
- 제품 개발 프로그램이 제대로 진행되고 있는지 결정한다: 개념 증명을 시연한다.
- 다른 과학, 공학 및 품질 보증 기능을 위한 기술 표준 자료를 제공한다.
- 최종 사용에 대한 적합성을 검증한다.
- 기술 소통의 기초를 제공한다.
- 여러 옵션에 대한 기술적 비교 수단을 제공한다.[1]
- 법적 절차에서 증거를 제공한다: 제조물 책임법, 특허, 제품 주장 등.[1]
- 현재 제품의 문제 해결에 도움을 준다.[1]
- 제품의 잠재적 비용 절감 요소를 식별하는 데 도움을 준다.[1]

제품 테스트는 다음을 위해 사용될 수 있다:
- 사용 중 예상되는 스트레스 및 동역학에 제품을 노출시킨다.[1]
- 소비자 사용으로 인해 발견된 제품 손상 유형을 재현한다.[1]
- 제품 또는 부품 생산의 균일성을 제어한다.[1]

## 용어
제품 테스트는 연구원이 제품의 성능, 안전, 품질 및 확립된 표준 준수 여부를 측정하는 모든 프로세스를 의미한다. 객관적인 비교 테스트 프로그램을 구성하는 주요 요소는 연구원이 제품의 제조업체, 공급업체 및 마케터와 독립적으로 테스트를 수행할 수 있는 정도이다.

## 역사
산업화가 확산되면서 다양한 제조업체들이 산업 효율성을 극대화하기 위해 오늘날 린 생산이라고 불리는 개념을 탐구하기 시작했다. 여기에는 특정 사양에 따라, 그리고 생산 표준에 따라 상품을 생산하는 경향이 포함되었다. 특히 미국의 정부 기관들은 정부 계약에 입찰하는 제조업체들이 미리 정의된 표준에 따라 작업을 수행할 것을 요구하기 시작했다. 프레더릭 J. 슐링크와 같은 초기 사상가들은 경쟁적인 광고 주장이나 마케팅 선전에 의해서가 아니라 제품의 장점에 따라 사람들이 구매할 수 있도록 소비자 요구에 유사한 표준 기대치를 적용하는 시스템을 상상하기 시작했다. 슐링크는 스튜어트 체이스를 만나 함께 당신의 돈의 가치를 출판했는데, 이는 규제 과정에서 소비자 대표성이 부족하여 미국 시장의 사기와 조작에 대한 국가적인 지침서였다. 이 책의 끝에는 제품을 테스트하고 소비자의 이익만을 대변하는 이론적인 "소비자 클럽"에 대한 설명이 있었다. 이 책의 성공으로 세계 최초의 소비자 단체인 소비자 연구가 설립되었다.[6] 이것이 소비자 운동의 시작이었다.

## 역할

### 정부의 역할
제품 테스트에서 가장 일반적인 정부의 역할은 제조업체가 판매하는 제품을 정확하게 설명하고 소비자가 안전하게 사용할 수 있도록 하는 것을 목표로 제품 생산에 대한 법률을 제정하는 것이다. 법률 제정자들은 일반적으로 산업의 자발적 시스템이 심각한 문제를 해결하지 못하거나 해결할 수 없을 때 정부 규제를 도입한다. 정부 표준은 거의 항상 자발적 표준보다 엄격하며 거의 항상 위험을 줄이는 것을 목표로 한다. 대부분의 정부는 제품 테스트에 대한 책임을 제조업체에 부여한다.

### 산업의 역할
가장 일반적인 산업의 역할은 산업 표준에 따라 제품과 서비스를 제공하는 것이다. 모든 산업에서 일부 표준은 자발적(즉, 산업이 자주조정을 시행함)이거나 의무적(즉, 정부가 규제를 발행함)이다.
모든 주요 소비자 제품 산업에는 자발적 표준 개발 및 산업 진흥을 포함하는 업무를 담당하는 관련 산업 협회가 있다. 산업 협회는 특정 제조업체의 제품이 특정 표준을 충족하는지 여부에 대한 준수 테스트 또는 인증을 용이하게 할 수도 있다. "자발적" 표준은 제조업체의 관점에서 선택적이거나 의무적으로 보일 수 있으며, 많은 경우 산업이 표준을 채택할 때 모든 제조업체가 표준을 준수하도록 압력을 가한다. 산업 자발적 표준은 일반적으로 품질에 대한 언급이 없는 최소 성능 기준이다.
산업 규제의 예로는 1894년 미국에서 설립된 언더라이터스 랩토리와 1897년 발행된 국가 전기 규격과 관련하여 표준을 만든 것이 정부 규제와 관련하여 표준이 만들어진 초기 사례이다. 언더라이터스 랩토리는 수백 가지의 안전 표준을 발행하고 시행하지만 품질 표준은 없다.
회원사의 제품을 검토하고 그에 대한 편견 없는 비교 제품 정보를 제공할 수 있는 산업을 찾는 것은 어렵거나 불가능하다. 산업 협회는 회원사의 이익을 대변하기 위해 존재하며, 소비자가 원하는 정보가 회원사의 요구와 상반될 경우 해당 정보의 배포는 산업에 해를 끼칠 수 있다. 산업이 제공하는 정보는 시장에 필수적이지만, 산업 정보의 본질은 균형적이고 객관적이며 완전하고 편견이 없지 않다.

### 소비자 단체의 역할

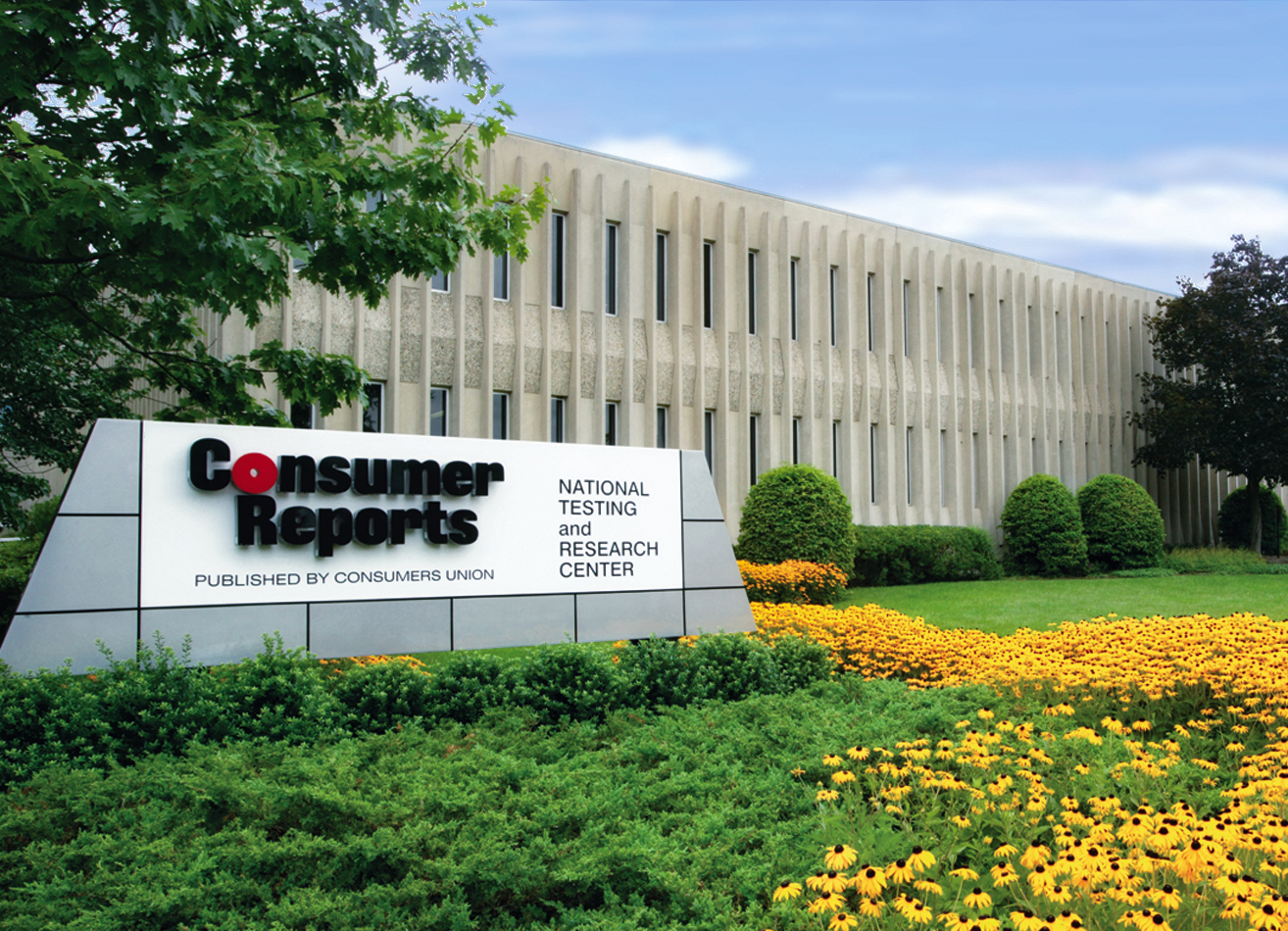
용커스에 위치한 컨슈머 리포트 국립 제품 테스트 및 연구 센터

소비자 단체의 역할은 개별 소비자의 이익을 산업 및 정부에 대변하는 것이다. 정부나 산업 모두 제품 및 서비스 품질을 규제하지 않지만, 소비자 관점에서 제품 품질은 주요 관심사이다.
국제적으로 소비자 단체의 역사는 다른 곳의 제품 테스트에 대한 선례와 모델을 제시한 미국 소비자 운동의 역사와 밀접하게 관련되어 있다. 소비자 운동 초기에는 소비자 단체가 제품이 최소 안전 기준을 준수하도록 하는 것만을 목표로 했지만, 곧 소비자들은 카테고리 내에서 유사한 제품에 대한 비교 정보를 요구하기 시작했다. 비교 정보는 유사한 제품이 비교 가능하다고 말하려는 반면, 산업 마케팅 관점에서 선도적인 제조업체의 관심은 소비자를 위한 객관적인 가치와 관련 없는 이유로 자사 브랜드 제품이 바람직하다고 주장하는 제품 차별화에 있다.
포괄적이고 객관적인 제품 테스트 결과에 접근하는 것은 소비자가 제품 선택에 대해 정보에 입각한 결정을 내리는 데 사용할 수 있는 주요 도구이다.

## 내용주
1. 1 2 3 4 5 6 7  “Ipsos Encyclopedia - Product Testing | Ipsos”. 《www.ipsos.com》. 2016년 5월 25일. 2021년 7월 2일에 확인함.
2. 1 2  Warne 1993, 17쪽.
3. ↑  Warne 1993, 18쪽.
4. ↑  Warne 1993, 19쪽.
5. ↑  Warne 1993, 20-21쪽.
6. 1 2 3 4  Brobeck 1997, 452쪽.
7. 1 2 3 4 5 6 7 8 9  Brobeck 1997, 451쪽.
8. 1 2  Brobeck 1997, 453쪽.
9. 1 2 3  Brobeck 1997, 454쪽.